# Darbringung im Tempel (Lochner/Darmstadt)
Als Darbringung im Tempel wird ein Gemälde bezeichnet, das dem Kölner Maler Stefan Lochner zugeschrieben wird. Es entstand ausweislich einer Inschrift auf dem Bild im Jahr 1447.
Das Gemälde ist 138,7 × 124,3 cm groß und mit Ölfarben und Blattgold auf Eichenholzbrettern gemalt. Es zeigt eine im Lukasevangelium geschilderte Begebenheit, die Vorstellung des Jesuskindes im Tempel in Jerusalem und das Opfer von zwei Tauben zur rituellen Reinigung von Maria, seiner Mutter, 40 Tage nach der Geburt.
Es handelt sich um ein ehemaliges Altarbild (Altarretabel) aus der früheren Deutschordenskirche in Köln. Man vermutet, dass es der Mittelteil eines Flügelaltars war, dessen Flügel aber verschollen sind. Es befindet sich heute im Hessischen Landesmuseum Darmstadt.
Die allgemein anerkannte Zuschreibung an Stefan Lochner beruht auf einer Reihe von malerischen Gemeinsamkeiten mit anderen Bildern von Lochner, vor allem dem Altar der Stadtpatrone. Das Bild wird dem Weichen Stil in Köln zugerechnet.

## Dargestellte Begebenheit und Kontext
Zusammengefasst steht im Lukasevangelium (Lk 2,22-38 ): Nach der Geburt Jesu, als die vorgeschriebene Reinigung anstand, brachten Maria und Josef das Kind in den Tempel, um es dem Herrn darzustellen (vorzustellen). Auch wollten sie das im Gesetz vorgeschriebene Opfer von zwei Tauben darbringen. Im Tempel hielt sich ein alter Mann namens Simeon auf, der gerecht und fromm war. Er nahm das Kind in die Arme und pries Gott mit einem Lobgesang (Nunc dimittis), in dem es unter anderem heißt (in der damals im Westen verwendeten lateinischen Fassung, der Vulgata):
| Vulgata | wortnahe Übersetzung |
| --- | --- |
| Nunc dimittis servum tuum Domine secundum verbum tuum in pace quia viderunt oculi mei salutare tuum quod parasti ante faciem omnium populorum lumen ad revelationem gentium et gloriam plebis tuae Israhel | Nun entlässt du, Herr, deinen Knecht, nach deinem Wort in Frieden. Denn meine Augen haben dein Heil gesehen, das du vor dem Angesicht aller Völker bereitet hast, ein Licht zur Offenbarung für die Nationen, und Herrlichkeit für dein Volk Israel |

Außerdem hielt sich im Tempel eine 84-jährige Witwe namens Hanna auf, die ebenfalls Gott pries und über das Kind zu allen sprach, die auf die Erlösung Jerusalems warteten.
Die Darstellung bei Lukas entspricht in den Grundzügen zwei verschiedenen Bräuchen nach dem sogenannten jüdischen Gesetz, der Tora. Das eine war die rituelle Reinigung der Mutter, die bei einem Sohn 40 Tage nach der Geburt stattzufinden hatte, und zwar durch ein Reinigungsopfer. Das Opfer bestand für Menschen mit wenig Geld in der Opferung von zwei Tauben (Lev 12,1-8 ). Das andere war die Darbringung eines erstgeborenen Sohnes an den Priester als Stellvertreter Gottes, gefolgt von der Auslösung des Kindes aus der Hand des Priesters durch die Zahlung von fünf Silberschekeln (Ex 13,2;12;15 ), (Num 18,15-16 ).
Die katholische Kirche feiert diese Begebenheit schon mindestens seit dem 5. Jh. n. Chr. mit einem Hochfest 40 Tage nach Weihnachten, also am 2. Februar, das Fest der Darstellung des Herrn. Das wird traditionell mit einer Segnung von Kerzen und einer Lichterprozession verbunden, anknüpfend an den Ausspruch des Simeon über das Licht für die Nationen, und heißt deswegen Lichtmess, oft auch Mariä Lichtmess.

## Bildbeschreibung
Fast alle oben genannten Elemente werden in dem Bild angesprochen. Es zeigt im Zentrum Maria und Simeon vor einem Altar. Simeon, der die Rolle des Tempelpriesters übernommen hat, hält das Jesuskind in seinen Händen und hat es auf dem Altartisch abgesetzt. Sie werden umrahmt von vier Gruppen von Figuren. Links hinter Maria stehen Josef und eine Gruppe von zehn Frauen, einige von ihnen mit Kerzen in den Händen. Rechts hinter Simeon steht eine Gruppe von neun Männern, darunter ein Deutschordensritter im weißen Umhang mit einem großen schwarzen Kreuz. Rechts unten vor dem Altar stehen zehn Kinder mit Kerzen in den Händen, der Größe nach aufgestellt, das kleinste in der Bildmitte.

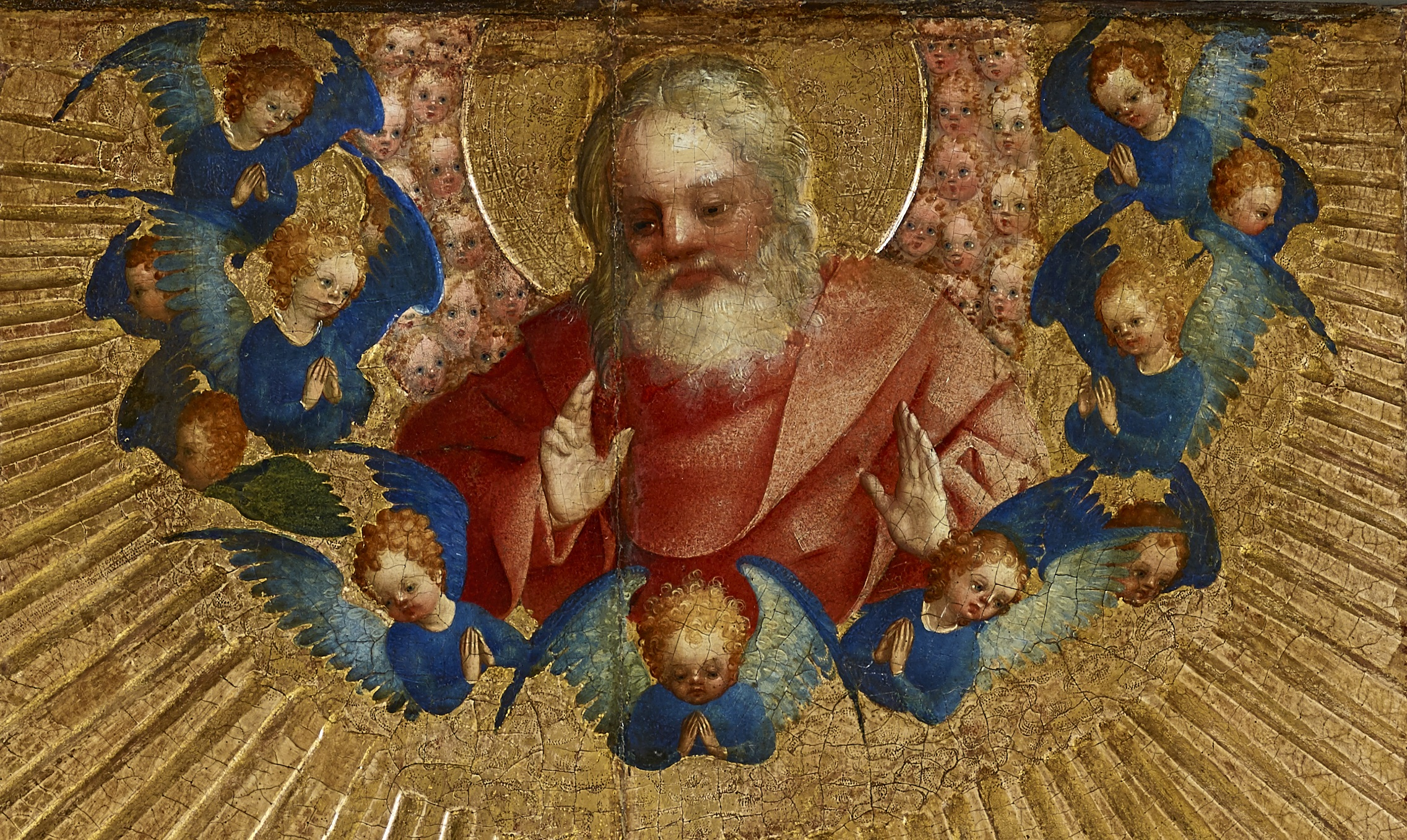
Stefan Lochner, Darbringung im Tempel, 1447, Detail (Gottvater und Engelchen)

Über dem Altar schweben der segnende Gottvater, halbkreisförmig umringt von zahllosen Engelchen, und über den Himmel verteilt 16 erwachsene Engel, alle auf goldenem Grund. Zwei von ihnen halten hinter dem Altar ein festliches blaues Brokattuch, besetzt mit grünen Blättern und goldenen Vögeln. Der Brokatstoff soll auch auf zwei weiteren Gemälden der Zeit dargestellt sein und ein Altarvelum darstellen, mit dem Altäre zum Schutz vor unbefugten Blicken geschützt wurden.

### Maria
Maria ist in ein üppig wallendes Überkleid (Stola) gehüllt, in tiefem Ultramarinblau die Außenseite, in zarterem Pastellblau die Innenseite. Die Falten sind wenig ausgeprägt, sondern eher wolkig gemalt – ein typisches Merkmal des Weichen Stils. Das Kleid bildet eine das ganze Bild dominierende Fläche. Seine Farbe tragen auch die erwachsenen Engel im Himmel. Man sieht Marias Körperhaltung nicht genau. Sie scheint mit dem linken Bein auf dem Altarsockel zu knien, das rechte Bein vielleicht noch ausgestreckt nach hinten. Jedenfalls reicht das Überkleid wie eine Schleppe weit nach hinten. Unter dem Überkleid trägt sie ein enganliegendes, hellgrünes, kragenloses Hemd, das mit dunkelblauen Ornamenten verziert ist. Das Überkleid bedeckt ihren Kopf nur zur Hälfte und lässt ihr hellbraunes, eng am Kopf anliegendes Haar sehen, über dem sie ein Diadem aus einer Doppelreihe von Perlen trägt, in der Mitte gekrönt von einem in großen Perlen gefassten Edelstein. Mit ihren hellblauen Augen blickt sie auf ihre beiden Hände, mit denen sie zwei blassbraune Tauben nach oben reicht, in einer Linie hin zu den Köpfen von Jesus und Simeon. Um das Haupt herum ist ein großer goldener Heiligenschein (Nimbus) gemalt, wie eine Goldschmiedearbeit verziert mit punzierten Ornamenten, die in einem zweiten Band von außen Schriftzeichen sind oder solchen ähnlich sehen.
Blau war damals nach Blattgold die teuerste Farbe, mit der deswegen besonders verehrungswürdige Personen dargestellt wurden. Am allerteuersten war das Ultramarin, das aus Lapislazuli hergestellt wurde. Das wurde hier unter anderem für die oberste Farbschicht bei Maria und den Engeln verwendet. Ein wenig günstiger war Azurit, das hier für die unteren Farbschichten und für alle graublauen oder pastellblauen Flächen verwendet wurde.
Die Züge von Marias Gesicht und diejenigen aller anderen Figuren wirken leicht verschwommen. Mit dieser Unschärfe soll eine Aura der Heiligkeit des Geschehens vermittelt worden sein. Marias Gesicht hat ein fast weißes Aussehen (Inkarnat), das hellste aller Figuren. Das Gesicht ist rund mit relativ niedrig stehenden Augen und einer hohen Stirn und wird bis auf Augen, Nase und einen kleinen Mund nicht modelliert, wohl der hellen Farbgebung wegen. Ihr Gesicht wirkt konzentriert, aber emotionslos, auch wie die aller anderen Figuren auf dem Bild. Es sieht, ebenso wie die Gesichter aller anderen Figuren einschließlich Gottvater und den Goldengeln auf dem Retabel, nicht idealisiert aus, sondern wie das eines real existierenden Menschen.

### Jesus
Das Jesuskind wird als gut genährter Säugling gezeigt, der allenfalls geringfügig älter als 40 Tage aussieht. Es hat goldgelockte Haare, um die herum ein Heiligenschein gemalt ist, demjenigen von Maria ähnlich, nur der Proportion entsprechend kleiner, allerdings ohne Schriftzeichenornamente. Der Säugling wirkt ruhig und entspannt, der rechte Arm locker hängend, und blickt wie seine Mutter und Simeon auf die beiden Tauben. Er sitzt auf einem großen graublauen Tuch, das fast bis zum Altarsockel hinunter fällt.

### Simeon
Simeon wird dargestellt als stehender älterer Mann mit einem schütteren grauen Bart. Von seinen Gliedmaßen sind nur die Hände zu sehen, mit denen er sanft das Kind hält, an der linken Hand ein Ring mit einem grünen Edelstein am Ringfinger und ein einfacher Goldring am kleinen Finger. Er trägt ein Pluviale in Purpurrot, der alten herrscherlichen Farbe. Das Pluviale bildet die zweite dominierende Farbfläche auf dem Bild, allerdings deutlich dem Blau Marias untergeordnet. Es ist reich verziert mit silbrig und golden schimmernden Ornamenten, gefasst von einer breiten goldenen Bordüre, die mit zwei Doppelreihen Perlen und in Gold gefassten bunten Edelsteinen besetzt ist. Auf dem Rücken hat es den zum Pluviale gehörenden Schild, der von einer Doppelreihe Perlen gesäumt wird. Das Pluviale wird als Schließe über der Brust von einem kopfgroßen kreisrunden goldenen Medaillon zusammengehalten, das ein Relief mit einem betenden Engel zeigt, umringt von 12 Edelsteinen, vielleicht eine Anspielung auf das Priestergewand des jüdischen Priesters, auf dem nach der Tora (Ex 28,9–10 ) zwölf in Gold gefasste Karneolsteine befestigt sein sollen.

Stefan Lochner, Darbringung im Tempel, 1447, Detail (Mitraspitze)

Simeon trägt unter dem Pluviale ein graublaues Untergewand, dass er auch auf den Altartisch ausgebreitet und darauf das Jesuskind gesetzt hat. Auf dem Kopf trägt er eine hermelingefütterte purpurrote Mitra, die mit Perlen und goldenen kalligrafischen Zeichen geschmückt ist und von einem goldenen, mit Perlen und Edelsteinen besetzten Band senkrecht geteilt wird. Die Mitra wird gekrönt von einem in Gold gefassten Rubin. In diesem Rubin spiegelt sich ein helles Fenster, das sich außerhalb des Bildes hinter dem Betrachter befinden muss. Damit wird der Raum des Betrachters, der als solcher auf dem Bild nicht dargestellt ist, mit einbezogen. Diese Methode könnte Lochner von Jan van Eyck übernommen haben, der zum Beispiel bei der Lucca-Madonna ein solches gespiegeltes Fenster auf die Wasserkaraffe auf dem Sims rechts in jenem Bild gemalt hatte; es wird allgemein gesagt, man dürfe im Stil der Malerei Lochners die Kenntnis altniederländischer Gemälde wie derjenigen der Gebrüder van Eyck voraussetzen.

### Josef
Halblinks im Bild ist Josef abgebildet, der Größe nach die drittwichtigste Figur, die dritte größere Farbfläche mit einem silbrig in Falten hängenden Umhang. Seine stämmigen Beine sind in eine eng anliegende türkise Hose gekleidet. Er ist dabei, einen Schritt nach vorn zu tun. Er hält in der linken Hand drei Geldstücke (also wohl Silberschekel) und fischt mit der rechten in seinem Beutel nach weiterem Geld, um die nach dem jüdischen Brauch nötigen fünf Schekel zusammenzubringen. Der Beutel ist rosa, Ton in Ton mit seinem Untergewand. Sein im Profil gezeigtes Gesicht ist nur halb zu sehen. Nach der Körpersprache kann vermutet werden, dass es ihm schwerfällt, noch mehr Geld hergeben zu sollen.

### Gruppe der Frauen
Links hinter Josef steht eine kerzenhaltende Frau in einer Stola, die mit elegantem Tiefgrün einen weiteren Farbakzent bildet, in starkem Kontrast zu Josefs Umhang. Die Frau trägt einen edelsteinbesetzten Ring und auf dem Kopf einen grünen Myrtenkranz, ebenso wie der dunkelhaarige Mann am ganz rechten Rand, der also ihr Verlobter sein könnte.
Links neben dem Altar und hinter Maria steht eine Frau, die wohl die alte Hanna darstellen soll, auch wenn ihr Gesicht sie viel jünger als 84 aussehen lässt. Mit der linken Hand rafft sie einen langen Rosenkranz, der an ihrem Hals zu hängen scheint, wohl als Zeichen für ihre Gebetsarbeit. Die rechte Hand ist im Zeigegestus erhoben. Sie ist in ein graublaues Überkleid mit Haube gekleidet und trägt unten um das Kinn eine weiße Barbette.
Zwischen Hanna und der grün gewandeten Dame steht eine Frau mit zinnoberrotem Umhang, mit einer großen Brosche zusammengehalten, über einem ultramarinblauen Untergewand. Sie hält in ihrer linken Hand einen Rosenkranz und einen goldenen Wachsstock in der Form einer Spule. Sie trägt über hellblondem geflochtenem Haar eine mit Rüschen geschmückte Haube, die wie zu einer Krone aufgebauscht ist, und eine Barbette, beides schneeweiß. Da die Kirche, für die das Bild geschaffen wurde, der Heiligen Katharina geweiht war, sie also eigentlich auf diesem Bild erwartet werden könnte, und Katharina als Königstochter zuweilen mit einer kronenartigen Wulsthaube dargestellt wird, könnte sie mit dieser durch das ultramarine Gewand herausgestellten Dame gemeint sein. Es fehlt aber jedes der üblichen Attribute dieser Heiligen.

### Deutschordensritter

Stefan Lochner, Darbringung im Tempel, 1447, Detail (Deutschordensritter)

Der grauhaarige Deutschordensritter rechts, der auf die Kindergruppe hinabsieht, trägt unter dem Ordensmantel mit dem schwarzen Kreuz eine hellrote Tunika und einen mit goldenen Knöpfen besetzten Gürtel, an dem mittig vor seinem Schritt ein goldener Zierdolch baumelt. Er hält mit seiner linken Hand dem Betrachter eine Schriftrolle entgegen, deren Text lautet:
| Mitteldeutscher Text                                                                | Übersetzung |
| ----------------------------------------------------------------------------------- | --- |
| lhsu maria geit uns loen mit dem rechtvertig symeon des Heltum ich hy zeigen schoen | Jesus und Maria, gebt uns [Himmels]Lohn zusammen mit dem gerechten Simeon, dessen Heiltum ich hier so schön zeige. |

Welches „Heiltum“ damit gemeint ist, haben Untersuchungen seiner im jetzigen Zustand des Gemäldes dem Betrachter leer entgegengehaltenen rechten Hand gezeigt. Darunter liegende Dübel zeigen, dass dort ein Reliquiar, offenbar in Form eines Kreuzes, mit einer Reliquie des Heiligen Simeon befestigt war. Das Kreuz ist zu einem nicht näher bekannten Zeitpunkt Anfang des 19. Jahrhunderts abgenommen und die Hand übermalt worden. Eine solche Einbeziehung von Reliquien unmittelbar in ein Gemälde war eine Innovation Lochners ohne Vorbild.
Der Deutschordensritter repräsentiert die Ordensgemeinschaft, für deren Kirche das Bild gemalt wurde, die es also vermutlich bezahlt hat. Ihr Besitz an der Reliquie des Simeon dürfte das Thema des Bildes bestimmt haben. Dass auf dem Bild gerade er eine sicherlich als besonders wertvoll angesehene Reliquie präsentieren durfte, hebt also die Stifterin heraus, bezieht auf sie die Bitte der Schriftrolle und schließt die Ordensmitglieder, die sich regelmäßig vor dem Bild zum Gottesdienst versammelten, als die Betrachter in das Bild mit ein.

### Übrige Figuren
Bei den Gruppen der Männer und Kinder ist bemerkenswert die Vielfalt der Typen, Kleider, Farben und Kopfbedeckungen, und bei den Kindern der Schuhe und Akzessorien.
Auffallend ist das kostbare Ultramarin des Kleids bei dem Herrn zwischen Simeon und dem Deutschordensritter. Er hat einen weißen Schleier übergeworfen, womit wohl ein jüdischer Gebetsmantel (Tallit) gemeint ist. Er trägt dazu bei, die Szene in den Kontext des jüdischen Tempels zu stellen, ebenso wie ganz hinten, nur mit seiner Kopfbedeckung zu sehen, der Herr mit einem helmartigen runden Hut mit Spitze, der zu Lochners Zeit üblicherweise von Juden getragen worden sein soll.
Die Kinder tragen vor allem farblich ganz unterschiedliche festliche Kleider, wie sie bei einer Lichtmess-Prozession getragen worden sein könnten, nur das größte ganz rechts hat über das eigentliche ein liturgisches Gewand geworfen, ein Chorhemd oder Rochett. Nur einige schauen auf das Geschehen am Altar, eines weist sogar mit der Hand darauf hin – die anderen sind, wie bei Kindern nicht überraschend, miteinander beschäftigt, helfen sich beim Kerzenanzünden oder sprechen miteinander. Drei von ihnen tragen an einem Gürtel ganz unterschiedliche kleine Behältnisse, vielleicht Geldbeutel, in einem Fall ein Messeretui. Mindestens drei von ihnen haben Unterschuhe (Trippen) aus Holz an den Füßen, um die augenscheinlich kostbaren eigentlichen Schuhe vor dem Straßenschmutz (am 2. Februar könnte es durchaus Schneematsch gegeben haben) zu schützen.

### Altes Testament

Stefan Lochner, Darbringung im Tempel, 1447, Detail (Moses)

Von Gottvater führt eine gedachte Linie des Alten Testaments gerade herunter, entlang einer schwach sichtbaren Kante eines der bemalten Eichenbretter. Auf dem Retabel, das auf dem Bild dargestellt wird, ausgebildet mit vergoldetem und edelsteinbesetzten Relief, ist in der Mitte Moses mit den steinernen Tafeln der Zehn Gebote zu sehen – auf seinem Kopf hat er zwei Hörner.
Die Hörner sind der Übersetzung eines hebräischen Worts in der damals fast ausschließlich benutzten lateinischen Bibelübersetzung des Hieronymus (Vulgata) geschuldet. Im Buch Exodus (Ex 34,29–30 ), als Moses mit den Tafeln zum Volk Israel hinunter kommt, gibt es eine hebräische Wendung, die in übertragener Bedeutung das Glänzen seines Gesichts bezeichnet. Hieronymus übersetzte das wörtlich und schreibt von einem gehörnten Moses, und deswegen hat man ihn seit dem 12. Jh. zuweilen so dargestellt (zum Beispiel bei dem berühmten Moses von Michelangelo):
| Latein (Vulgata) | Lutherbibel 2017 |
| --- | --- |
| umque descenderet Moses de monte Sinai tenebat duas tabulas testimonii et ignorabat quod cornuta esset facies sua ex consortio sermonis Dei | Als nun Mose vom Berge Sinai herabstieg, hatte er die zwei Tafeln des Gesetzes in seiner Hand und wusste nicht, dass die Haut seines Angesichts glänzte [wörtlich: dass sein Gesicht gehörnt sei], weil er mit Gott geredet hatte. |

Das Licht, das nach dieser Stelle von Moses ausströmte, stellt auf dem Bild den Bezug zum Hymnus des Simeon und zum Fest Lichtmess her.

Stefan Lochner, Darbringung im Tempel, 1447, Detail (Abraham und Isaak)

Die alttestamentliche Linie geht weiter nach unten zum Antependium. Halb verdeckt von den Figuren und ihren Tüchern ist dort als vergoldetes Relief Abraham beim Opfer seines Sohnes Isaak zu sehen. Das ist in der christlichen Tradition ein archetypischer Vorläufer des Selbstopfers Christi bei der Kreuzigung und auf dem Bild damit eine Illustration der Bedeutung des Jesuskindes für die Heilsgeschichte.
Mit den drei vergoldeten Engelstatuetten, die das Retabel mit sehr individuell ausgeführten Posen krönen, könnten drei Erzengel gemeint sein. Sie haben allerdings keine besonderen Attribute außer Kreuzstäben bei dem rechts und in der Mitte; der linke weist mit seiner Hand hinunter zu Maria.
Am Altarretabel sind rechts und links abstehende Kerzenhalter mit Kerzen angebracht, an denen kleine Täfelchen hängen, links mit dem Buchstaben Alpha, rechts mit Omega bemalt, also dem ersten und dem letzten Buchstaben des griechischen Alphabets. Das wird als Hinweis auf Christus verstanden, der in der Offenbarung des Johannes (Offb 22,13 ) als Alpha und Omega, als der Erste und der Letzte (ein Zitat aus Jesaja (Jes 44,6 )) bezeichnet wird.

### Fußboden
Auf dem Fußboden und auf dem Altarpodest sind vereinzelte Stechpalmenblätter, Kornähren und wie Spuren von großen Vögeln angeordnete Striche zu sehen. Blätter der Stechpalme, einer immergrünen Pflanze, und Kornähren sollen bei der Lichtmessprozession ausgestreut worden sein. Die Kornähren werden auch als Hinweis auf die Eucharistie gedeutet und die Stechpalme als ein solcher auf Christi Blut. Die Striche könnten ein Hinweis auf ein altes Brauchtum am Fest Lichtmess sein. Bei diesem Fest sollen aus Brennholzspänen sogenannte Drudenkreuze gebastelt worden sein, die von den Bauern im Stall aufgehängt wurden, um das Vieh vor bösen Geistern zu schützen.

### Kerzen
Fast alle auf dem Bild dargestellten Kerzen, sowohl die als Hinweis auf die Lichterprozession von Figuren gehaltenen wie die am Altarretabel befestigten, sind wie gewundene, gedrechselte Säulen ausgebildet und brennen mit goldener Flamme.

### Skulpturelemente
Die von Gottvater ausgehenden Lichtstrahlen sind reliefartig in das Eichenholz eingeschnitten und dann mit Blattgold belegt.
Am rechten und linken Rand sind gothisierende Architekturelemente aus Holz gemalt. Nach einer Theorie könnten diese Elemente in einen geschnitzten Rahmen übergegangen sein, nach einer anderen könnten diese Elemente in den verschollenen Flügelbildern fortgesetzt worden sein und damit eine Verbindung mit diesen hergestellt haben. Dafür spricht auch, dass die Tafel an der linken und rechten Seite beschnitten ist.
In der linken und rechten oberen Ecke des Bildes scheint der Goldgrund zu fehlen. Möglicherweise befanden sich dort geschnitzte Zierelemente, wie sie bei dem unten abgebildeten Altarbild des Jüngeren Meisters der Heiligen Sippe dargestellt sind.
Diese (zum Teil hypothetischen) Elemente und das ursprünglich in der Hand des Deutschordensritters angebrachte Kreuzreliquiar stellen eine Einbeziehung der Kunstform Skulptur dar, der im Mittelalter ein höherer Realitätsgrad als der Malerei zugebilligt worden sein soll. Es handelt sich damit um eine frühe Form von Assemblage.

## Raumdarstellung und Bildaufbau
Das Bild zeigt Raumtiefe durch die Staffelung der Figuren, durch den gekachelten Fußboden, den Altarsockel und den Tisch, und durch das hinter dem Retabel aufgespannte Brokattuch. Die Zentralperspektive ist Lochner noch nicht bekannt.
Die Figuren bilden einen Kreis um Maria und das Kind im Mittelpunkt und gleichzeitig eine von links unten nach rechts oben und weiter in den Himmel hineinführende halbe Parabel. Mit festen geraden und rechtwinkligen Linien exakt in der Mitte stehen dahinter der Altar und das Brokattuch und darüber ebenso mittig Gottvater und die von ihm ausgehenden Goldstrahlen und die genau symmetrisch angeordneten Engel.

## Aussehen des vollständigen Flügelaltars

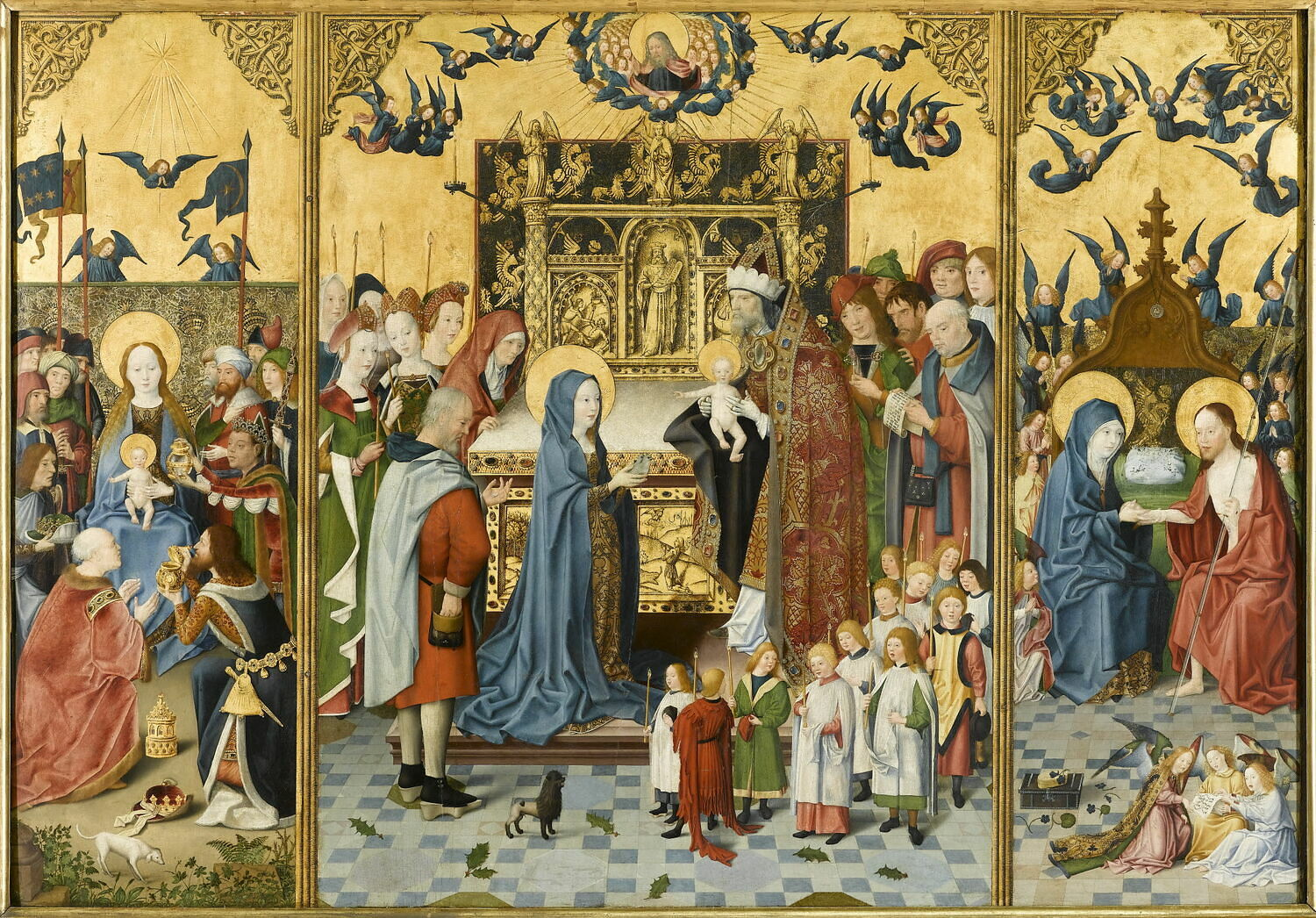
Meister der Heiligen Sippe (Maître de la sainte parente), Altar der Sieben Freuden Mariens (Retable des sept joies de la Vierge), ca. 1470–1515, Öl auf Eichenholz, 127 × 182 cm, Paris (Musée du Louvre)

Zu der Frage, wie die verschollenen Flügel zu dem Bild ausgesehen haben könnten, gibt es verschiedene Theorien. Einen möglichen Hinweis gibt ein Flügelaltar eines ebenfalls in Köln tätigen Malers, des Jüngeren Meisters der Heiligen Sippe, der Altar der Sieben Freuden Mariens, der auf etwa 30 Jahre nach dem vorliegenden Bild datiert wird. Der Meister der Heiligen Sippe hat in seinem Mittelteil ziemlich genau die Bildidee Lochners übernommen, und deswegen vielleicht auch die der Flügel, die also ungefähr so ausgesehen haben könnten.

## Provenienz
Die Deutschordenskirche, in der sich das Bild ursprünglich befand, wurde Anfang des 19. Jahrhunderts abgerissen. Das Altarbild Lochners war schon länger vorher ersetzt worden, offenbar durch ein Jacopo Palma dem Jüngeren zugeschriebenes. Es wurde Anfang des 19. Jahrhunderts von dem Kunstsammler Adolf von Hüpsch entdeckt. Seine Sammlung mit diesem Bild wurde 1805 dem Landgrafen von Hessen-Darmstadt vermacht und bildet mit anderen den Kern des heutigen Hessischen Landesmuseums Darmstadt. Seit dieser Zeit befindet sich das Bild in Darmstadt.

## Einordnung in die Geschichte der Darstellung
Die Bildidee Lochners stellt in der Geschichte von Darstellungen der Darbringung Christi im Tempel eine Neuerung dar, die wirkmächtig wurde. In frühchristlicher Zeit sind Darstellungen selten und sie konzentrieren sich auf die Begegnung des Propheten Simeon mit dem Jesusknaben, wobei der Tempel im Hintergrund bleibt. Im frühen Mittelalter bildet sich ein Typus heraus, bei dem, dann im Tempel, Maria das Kind über den Altar hält und Simeon ihm verhüllte Hände entgegenstreckt. Bei einem von sechs Grundtypen der frühmittelalterlichen Darstellung trägt wie im vorliegenden Bild Maria die Tauben und Simeon hält das Kind im Arm und bringt es Gott dar; das Kind wird meist im Alter von etwa 3–4 Jahren wiedergegeben. Im 13. Jahrhundert beginnt dann die Darstellung Simeons als Hoherpriester und von Kerzen und kerzenhaltenden Personen als Hinweis auf die Lichterprozession. Eine kniende Maria ist zunächst selten zu sehen. Alle diese Elemente werden in Lochners Bild in Darmstadt zusammengeführt: die Darbringung Jesu im Tempel und das Reinigungsopfer Mariens, Maria kniend, Simeon als Hoherpriester, die Lichterprozession, Hinweise auf das Messopfer und, ganz neu in diesem Zusammenhang, die Erscheinung des segnenden Gottvaters. Lochners Komposition wurde von anderen übernommen, nicht nur von Kölner Malern. Am deutlichsten ist das im oben wiedergegebenen Bild des Jüngeren Meisters der Heiligen Sippe, aber beispielsweise auch beim Meister des Marienlebens, und seine Wirkung soll noch bei Albrecht Dürer im Holzschnitt des Marienlebens zu sehen sein. Auf die Neuerung, die in der Einbeziehung eines Reliquiars in das Bild bestand, wurde oben bereits hingewiesen.

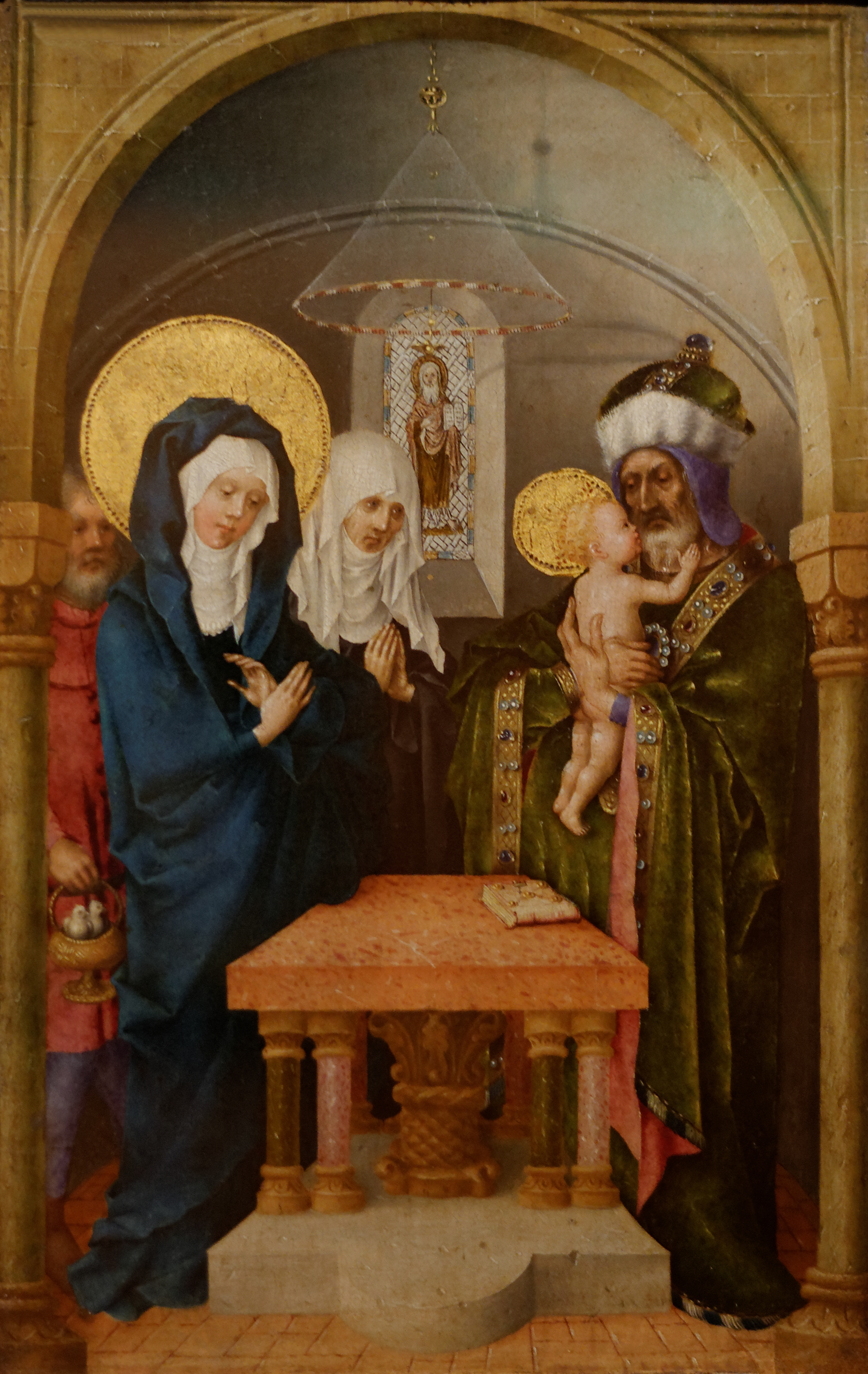
Stefan Lochner: Darbringung im Tempel (1445)

Lochner selbst hält sich in einem zweiten Gemälde, das dieselbe Bezeichnung wie das vorliegende trägt und im Gulbenkian-Museum in Lissabon gezeigt wird, zwei Jahre früher gemalt, noch an eines der überlieferten Schemata.